# Nekrolog Dezember 2005
Nekrolog
◄◄
| ◄
| 2001
| 2002
| 2003
| 2004
| 2005 | 2006 | 2007 | 2008 | 2009 | ► | ►►
Januar |
Februar |
März |
April |
Mai |
Juni |
Juli |
August |
September |
Oktober |
November |
Dezember 2005
Weitere Ereignisse | Allgemeiner Nekrolog 2005
Die Beschreibung der verstorbenen Person sollte so kurz wie möglich gehalten sein und nur deren signifikante Tätigkeit(en) enthalten.
Neue Namen ggf. auch unter dem Geburts- und Sterbedatum, also etwa unter 1. Januar und im Geburts- und Sterbejahr (2024) eintragen (nur bei entsprechender großer Wichtigkeit). Für Beispiele siehe die schon vorhandenen Artikel.
Außerdem über die fünf zuletzt Verstorbenen, zu denen es einen ausreichend guten Artikel für eine Präsentation auf der Hauptseite gibt, nach der todesbedingten Überarbeitung der Artikel ggf. auch unter Wikipedia Diskussion:Hauptseite informieren und sie am besten auch in den anderen Wikipedia-Sprachversionen eintragen. Tipp: Regelmäßig bei news.google.de nach „ist tot“, „gestorben“ oder „verstorben“ suchen.
Wenn eine Person gestorben ist, gibt es viele Seiten zu dieser Person in der Wikipedia, die davon auch betroffen sind und entsprechend aktualisiert werden müssen. Beispiele: Namenübersichtsseite, Geburtsjahr, Geburtsort-Seiten und viele mehr.
Wie finde ich die betroffenen Seiten?
Im Suchfeld auf der linken Seite gibt man den Suchbegriff so ein: „Vorname Nachname“. Dann klickt man auf Volltext und alle Seiten mit entsprechendem Suchtext werden aufgerufen. Hier sieht man dann schnell, wo auch das Todesjahr Sinn macht oder sogar ein Teil des Artikels angepasst werden muss. Auch hilft das „Werkzeug“ auf der linken Seite sehr gut, um solche Seiten aufzufinden: „Links auf diese Seite“. Somit ist die Wikipedia wieder aktuell in allen Bereichen! Hinweis: bei Eintragung der Kategorie „Gestorben JAHR“ wird der Missbrauchsfilter 49 ausgelöst, was jedoch nicht schlimm ist. Siehe: Spezial:Missbrauchsfilter/49
Dies ist eine Liste von im Dezember 2005 verstorbenen bekannten Persönlichkeiten. Die Einträge erfolgen innerhalb der einzelnen Daten alphabetisch sortiert. Tiere sind im Nekrolog für Tiere zu finden.

## Dezember
| Tag          | Name                                    | Beruf, bekannt als                                                                                    | Alter | Beleg |
| ------------ | --------------------------------------- | --- | ----- | ----- |
| 1. Dezember  | Gust Avrakotos                          | US-amerikanischer Verbindungsoffizier und Abteilungsleiter der CIA                                    | 67    |       |
| 1. Dezember  | Mary Hayley Bell                        | britische Schauspielerin und Dramatikerin                                                             | 94    |       |
| 1. Dezember  | Jack Colvin                             | US-amerikanischer Schauspieler                                                                        | 71    |       |
| 1. Dezember  | Günther Debon                           | deutscher Sinologe                                                                                    | 84    |       |
| 1. Dezember  | Werner Enders                           | deutscher Tenor                                                                                       | 81    |       |
| 1. Dezember  | Ulrich Fischer                          | deutscher Prähistoriker                                                                               | 90    |       |
| 1. Dezember  | Karin Himboldt                          | deutsche Schauspielerin                                                                               | 85    |       |
| 1. Dezember  | Michael Kehlmann                        | österreichischer Regisseur und Schauspieler                                                           | 78    |       |
| 1. Dezember  | Dai-Keong Lee                           | hawaiischer Komponist                                                                                 | 90    |       |
| 1. Dezember  | Abu Hamza Rabi’a                        | ägyptischer Terrorist                                                                                 |       |       |
| 1. Dezember  | Eddie Schroeder                         | US-amerikanischer Eisschnellläufer                                                                    | 94    |       |
| 1. Dezember  | Herbert Strässer                        | deutscher Bildhauer                                                                                   | 75    |       |
| 1. Dezember  | Rudolf Ströbinger                       | tschechisch-deutscher Journalist, Publizist und Autor                                                 | 74    |       |
| 1. Dezember  | Werner Weber                            | Schweizer Journalist und Literaturwissenschaftler                                                     | 86    |       |
| 2. Dezember  | Rose Alba                               | englische Schauspielerin                                                                              | 85    |       |
| 2. Dezember  | Muhammad Hamza az-Zubaidi               | irakischer Politiker, Ministerpräsident des Irak                                                      |       |       |
| 2. Dezember  | Kenneth Boyd                            | US-amerikanischer Mörder                                                                              | 57    |       |
| 2. Dezember  | Randoll Coate                           | britischer Geheimdienstler, Diplomat, Designer von Irrgärten                                          | 96    |       |
| 2. Dezember  | Josef Feuerstein                        | österreichischer Politiker (ÖVP), Landtagsabgeordneter zum Vorarlberger Landtag                       | 93    |       |
| 2. Dezember  | Erich Häßler                            | deutscher Kindermediziner                                                                             | 106   |       |
| 2. Dezember  | Malik Joyeux                            | tahitianischer Big-Wave-Surfer                                                                        | 25    |       |
| 2. Dezember  | William P. Lawrence                     | US-amerikanischer Vizeadmiral der US Navy                                                             | 75    |       |
| 2. Dezember  | Jacques Martin                          | Schweizer Politiker (FDP)                                                                             | 72    |       |
| 2. Dezember  | Van Tuong Nguyen                        | australischer Drogenschmuggler                                                                        | 25    |       |
| 2. Dezember  | Wolfgang Pilz                           | deutscher Mediziner                                                                                   | 78    |       |
| 2. Dezember  | Bertico Sosa                            | dominikanischer Pianist, Arrangeur und Komponist                                                      | 54    |       |
| 3. Dezember  | Rolf Colditz                            | deutscher Schauspieler                                                                                | 81    |       |
| 3. Dezember  | Peter Cook                              | australischer Politiker, Mitglied des Senats und Minister                                             | 62    |       |
| 3. Dezember  | Lance Dossor                            | australischer Pianist                                                                                 | 89    |       |
| 3. Dezember  | John Ganzoni, 2. Baron Belstead         | britischer Politiker                                                                                  | 73    |       |
| 3. Dezember  | Herbert Hax                             | deutscher Ökonom                                                                                      | 72    |       |
| 3. Dezember  | Kåre Kristiansen                        | norwegischer Politiker (Kristelig Folkeparti), Mitglied des Storting                                  | 85    |       |
| 3. Dezember  | Hans Litschauer                         | österreichischer Politiker (SPÖ), Landtagsabgeordneter                                                | 80    |       |
| 3. Dezember  | Georg Matern                            | deutscher Maler                                                                                       | 84    |       |
| 3. Dezember  | Al Mattaliano                           | US-amerikanischer Jazzmusiker                                                                         | 75    |       |
| 3. Dezember  | Walter Schönenberger                    | Schweizer Philologe                                                                                   |       |       |
| 3. Dezember  | Atsuko Tanaka                           | japanische Malerin, Zeichnerin und Aktionskünstlerin                                                  | 73    |       |
| 4. Dezember  | Ted Allbeury                            | britischer Autor von Spionageromanen                                                                  | 88    |       |
| 4. Dezember  | Luigi Calonghi                          | römisch-katholischer Ordensgeistlicher, Theologe und Pädagoge                                         | 84    |       |
| 4. Dezember  | Gregg Hoffman                           | US-amerikanischer Filmproduzent                                                                       | 42    |       |
| 4. Dezember  | Heinz J. Kersting                       | deutscher Sozialwissenschaftler                                                                       | 68    |       |
| 4. Dezember  | Gloria Lasso                            | spanische und französische Sängerin                                                                   | 83    |       |
| 4. Dezember  | Jacob Pins                              | deutsch-israelischer Künstler                                                                         | 88    |       |
| 4. Dezember  | Johannes Sayk                           | deutscher Neurologe                                                                                   | 82    |       |
| 5. Dezember  | Wilfried Bauer                          | deutscher Fotograf                                                                                    | 61    |       |
| 5. Dezember  | Ursula Buckel                           | deutsche Sopranistin, Lied-, Oratorien- und Kantatensängerin                                          | 79    |       |
| 5. Dezember  | Milo Dor                                | österreichischer Schriftsteller                                                                       | 82    |       |
| 5. Dezember  | Helga von Hoffmann                      | deutsche Politikerin (SPD), Abgeordnete der Hamburgischen Bürgerschaft                                | 72    |       |
| 5. Dezember  | Yves Le Hir                             | französischer Romanist, Literaturwissenschaftler und Stilforscher                                     | 86    |       |
| 5. Dezember  | Liu Binyan                              | chinesischer Journalist und Autor                                                                     | 80    |       |
| 5. Dezember  | Ed Masry                                | US-amerikanischer Anwalt                                                                              | 73    |       |
| 5. Dezember  | Hans Rudolf Meyer                       | Schweizer Politiker (LPS)                                                                             | 83    |       |
| 5. Dezember  | Harry Pepl                              | österreichischer Jazzmusiker                                                                          | 60    |       |
| 5. Dezember  | Frits Philips                           | niederländischer Industrieller                                                                        | 100   |       |
| 5. Dezember  | Claude Rogers                           | englischer Mathematiker                                                                               | 85    |       |
| 5. Dezember  | Walerija Selunskaja                     | sowjetische bzw. russische Historikerin und Hochschullehrerin                                         | 85    |       |
| 5. Dezember  | Stephen Mosko                           | US-amerikanischer Komponist, Dirigent und Musikpädagoge                                               | 57    |       |
| 5. Dezember  | Ben Tijnagel                            | niederländischer Eishockeyspieler                                                                     | 41    |       |
| 5. Dezember  | Wladimir Nikolajewitsch Toporow         | russischer Sprach- und Religionswissenschaftler                                                       | 77    |       |
| 5. Dezember  | Rolf Ulrich                             | deutscher Kabarettist                                                                                 | 84    |       |
| 5. Dezember  | Heinz Wiese                             | deutscher Politiker (SPD), MdL                                                                        | 82    |       |
| 6. Dezember  | Nurettin Ersin                          | türkischer General                                                                                    |       |       |
| 6. Dezember  | Pedro Garhel                            | spanischer Performancekünstler                                                                        | 53    |       |
| 6. Dezember  | Charly Gaul                             | luxemburgischer Radrennfahrer                                                                         | 72    |       |
| 6. Dezember  | Meinhard Glanz                          | deutscher Militär, Generalleutnant des Heeres der Bundeswehr und Inspekteur des Heeres                | 81    |       |
| 6. Dezember  | Richard L. Grimsdale                    | britischer Elektroingenieur und Computerpionier                                                       | 76    |       |
| 6. Dezember  | Paul Halla                              | österreichischer Fußballspieler                                                                       | 74    |       |
| 6. Dezember  | Rudolf Haselbach                        | deutscher Politiker (CDU), Abgeordneter im Hessischen Landtag                                         | 60    |       |
| 6. Dezember  | Peter Hollfelder                        | deutscher Pianist                                                                                     | 75    |       |
| 6. Dezember  | Hanns Dieter Hüsch                      | deutscher Kabarettist, Schauspieler und Moderator                                                     | 80    |       |
| 6. Dezember  | Koba Kurtanidse                         | sowjetischer Judoka                                                                                   | 41    |       |
| 6. Dezember  | Devan Nair                              | singapurischer Politiker                                                                              | 82    |       |
| 6. Dezember  | Stephan Radinger                        | österreichischer Politiker (SPÖ), Abgeordneter zum Nationalrat                                        | 91    |       |
| 6. Dezember  | Danny Williams                          | südafrikanischer Musiker                                                                              | 63    |       |
| 6. Dezember  | Josef Wyss                              | Schweizer Bildhauer, Plastiker, Zeichner und Dichter                                                  | 83    |       |
| 6. Dezember  | William P. Yarborough                   | US-amerikanischer Lieutenant-General (Generalleutnant)                                                | 93    |       |
| 7. Dezember  | Frigyes Berecz                          | ungarischer kommunistischer Politiker und Wirtschaftsmanager                                          | 72    |       |
| 7. Dezember  | Adrian Biddle                           | britischer Kameramann                                                                                 | 53    |       |
| 7. Dezember  | Carroll Ashmore Campbell junior         | US-amerikanischer Politiker und Gouverneur des Bundesstaates South Carolina (1987–1995)               | 65    |       |
| 7. Dezember  | Eberhard Hilscher                       | deutscher Schriftsteller                                                                              | 78    |       |
| 7. Dezember  | Detlev Ploog                            | deutscher Psychiater, Primatenforscher und Anthropologe                                               | 85    |       |
| 7. Dezember  | Lisel Salzer                            | österreichisch-US-amerikanische Künstlerin                                                            | 99    |       |
| 7. Dezember  | Edouard Verstraeten                     | belgischer Radrennfahrer                                                                              | 57    |       |
| 8. Dezember  | Hans-Joachim Bochnik                    | deutscher Psychiater                                                                                  | 85    |       |
| 8. Dezember  | Hanswerner von Gehr                     | deutscher Schauspieler und Regisseur                                                                  | 93    |       |
| 8. Dezember  | Rose Heilbron                           | britische Juristin                                                                                    | 91    |       |
| 8. Dezember  | Donald Martino                          | US-amerikanischer Komponist                                                                           | 74    |       |
| 8. Dezember  | George D. Painter                       | britischer Autor, Übersetzer und Inkunabelforscher                                                    | 91    |       |
| 8. Dezember  | Leo Scheffczyk                          | deutscher Geistlicher, Kardinal und Theologe                                                          | 85    |       |
| 8. Dezember  | Georgi Stepanowitsch Schschonow         | russischer Schauspieler                                                                               | 90    |       |
| 9. Dezember  | Valérie Bak                             | ungarische Koloratursopranistin                                                                       | 91    |       |
| 9. Dezember  | Kyu-Myung Chung                         | südkoreanischer Physiker                                                                              | 76    |       |
| 9. Dezember  | Kazimieras Juozas Klimašauskas          | litauischer Politiker                                                                                 | 67    |       |
| 9. Dezember  | Heinz Koch                              | prägende Persönlichkeit der Mombacher und der Mainzer Fastnacht                                       | 75    |       |
| 9. Dezember  | Rudolf Meidner                          | schwedischer Ökonom                                                                                   | 91    |       |
| 9. Dezember  | Wolfgang W. Mickel                      | deutscher Politikwissenschaftler                                                                      | 76    |       |
| 9. Dezember  | Eunice Norton                           | US-amerikanische Pianistin                                                                            | 97    |       |
| 9. Dezember  | Helmut Sakowski                         | deutscher Schriftsteller                                                                              | 81    |       |
| 9. Dezember  | Roger Shattuck                          | US-amerikanischer Literaturwissenschaftler                                                            | 82    |       |
| 9. Dezember  | Robert Sheckley                         | US-amerikanischer Schriftsteller                                                                      | 77    |       |
| 9. Dezember  | Yechiel Shraibman                       | jiddischer Autor                                                                                      | 92    |       |
| 9. Dezember  | Boris Taslitzky                         | französischer Maler                                                                                   | 94    |       |
| 9. Dezember  | Erik Verg                               | deutscher Journalist                                                                                  | 86    |       |
| 9. Dezember  | Friedrich Vogel                         | deutscher Politiker (CDU), MdB                                                                        | 76    |       |
| 10. Dezember | Jewgeni Lwowitsch Feinberg              | russischer Physiker                                                                                   | 93    |       |
| 10. Dezember | Ludwig Gruber                           | bayrischer Gstanzlsänger und Mundartdichter                                                           | 83    |       |
| 10. Dezember | Mary Jackson                            | US-amerikanische Filmschauspielerin                                                                   | 95    |       |
| 10. Dezember | Eugene McCarthy                         | US-amerikanischer Politiker                                                                           | 89    |       |
| 10. Dezember | Richard Pryor                           | US-amerikanischer Schauspieler                                                                        | 65    |       |
| 11. Dezember | Karl August Bettermann                  | deutscher Jurist, Richter und Hochschullehrer                                                         | 92    |       |
| 11. Dezember | Jörg Böhler                             | österreichischer Unfallchirurg                                                                        | 87    |       |
| 11. Dezember | Rudnik Umalatowitsch Dudajew            | tschetschenischer Politiker                                                                           | 56    |       |
| 11. Dezember | Anatoli Jakowlewitsch Kartaschow        | sowjetischer Kosmonautenanwärter                                                                      | 73    |       |
| 11. Dezember | Pedro Licinio Valerio                   | dominikanischer Gitarrist und Sänger                                                                  | 85    |       |
| 11. Dezember | Roy Herbert Reinhart                    | US-amerikanischer Paläontologe und Geologe                                                            | 86    |       |
| 11. Dezember | Alfred Thole                            | deutscher Politiker (CDU), MdL                                                                        | 85    |       |
| 11. Dezember | René Wehrli                             | Schweizer Kunsthistoriker                                                                             | 95    |       |
| 12. Dezember | Homero Alsina Thevenet                  | uruguayischer Journalist und Schriftsteller                                                           | 83    |       |
| 12. Dezember | Jon Cortina                             | spanisch-salvadorianischer Jesuit und Menschenrechtler                                                | 71    |       |
| 12. Dezember | Joseph Eric D’Arcy                      | australischer Geistlicher, römisch-katholischer Bischof                                               | 81    |       |
| 12. Dezember | Robert F. Newmyer                       | US-amerikanischer Filmproduzent                                                                       | 49    |       |
| 12. Dezember | Ramanand Sagar                          | indischer Filmregisseur, Filmproduzent und Drehbuchautor                                              | 87    |       |
| 12. Dezember | Annette Stroyberg                       | dänisches Fotomodell und Schauspielerin                                                               | 69    |       |
| 12. Dezember | György Sándor                           | ungarisch-US-amerikanischer Pianist                                                                   | 93    |       |
| 12. Dezember | Gyula Trebitsch                         | ungarisch-deutscher Filmproduzent                                                                     | 91    |       |
| 12. Dezember | Gebran Tueni                            | libanesischer Journalist und Politiker                                                                | 48    |       |
| 12. Dezember | Siegfried Wolske                        | deutscher Architekt                                                                                   | 79    |       |
| 13. Dezember | Walter Barbian                          | deutscher Pressefotograf                                                                              | 86    |       |
| 13. Dezember | Erich Deppner                           | deutscher SS-Sturmbannführer                                                                          | 95    |       |
| 13. Dezember | Roland Guy                              | britischer General                                                                                    | 77    |       |
| 13. Dezember | Gert Reinholm                           | deutscher Tänzer, Pädagoge und Ballettdirektor                                                        | 81    |       |
| 13. Dezember | Alan Shields                            | US-amerikanischer Maler, Grafiker und Objektkünstler                                                  | 61    |       |
| 13. Dezember | Erika Steinke                           | deutsche Politikerin (CDU), MdL                                                                       | 100   |       |
| 13. Dezember | Stanley Williams                        | US-amerikanischer Bandengründer und Kinderbuchautor                                                   | 51    |       |
| 14. Dezember | Erhard Ahmann                           | deutscher Fußballspieler und Trainer                                                                  | 64    |       |
| 14. Dezember | Ruth Amiran                             | israelische Archäologin                                                                               | 91    |       |
| 14. Dezember | Friedrich Deppe                         | deutscher Politiker                                                                                   | 97    |       |
| 14. Dezember | Gordon Duncan                           | schottischer Dudelsackspieler                                                                         | 41    |       |
| 14. Dezember | Eliot Freidson                          | US-amerikanischer Soziologe                                                                           | 82    |       |
| 14. Dezember | Karl-Heinz Gerstner                     | deutscher Journalist, inoffizieller Mitarbeiter der DDR-Staatssicherheit                              | 93    |       |
| 14. Dezember | Tom Milne                               | britischer Filmkritiker, Autor und Übersetzer                                                         | 79    |       |
| 14. Dezember | Benedikt Schlömicher                    | österreichischer römisch-katholischer Geistlicher, 66. Abt des Benediktinerstiftes Admont (1978–1996) | 75    |       |
| 14. Dezember | Gery Scott                              | britische Sängerin                                                                                    | 82    |       |
| 14. Dezember | Fred Sharp                              | US-amerikanischer Jazzgitarrist                                                                       | 82    |       |
| 14. Dezember | Trevanian                               | US-amerikanischer Schriftsteller                                                                      | 74    |       |
| 15. Dezember | Arthur J. Dommen                        | US-amerikanischer Journalist und Agrarökonom                                                          |       |       |
| 15. Dezember | James Ingo Freed                        | US-amerikanischer Architekt                                                                           | 75    |       |
| 15. Dezember | Heinrich Gross                          | österreichischer Mediziner und Täter der NS-Krankenmorde                                              | 90    |       |
| 15. Dezember | Jiřina Hauková                          | tschechische Dichterin und Übersetzerin                                                               | 86    |       |
| 15. Dezember | Julián Marías Aguilera                  | spanischer Philosoph                                                                                  | 91    |       |
| 15. Dezember | Enrico Paoli                            | italienischer Schachspieler und Autor von Schachkompositionen                                         | 97    |       |
| 15. Dezember | Giuseppe Patroni Griffi                 | italienischer Regisseur und Schriftsteller                                                            | 84    |       |
| 15. Dezember | William Proxmire                        | US-amerikanischer Politiker (Demokratische Partei)                                                    | 90    |       |
| 15. Dezember | Ilse Rewald                             | deutsche Zeitzeugin der Judenverfolgung während der NS-Diktatur in Deutschland                        | 87    |       |
| 15. Dezember | Darrell Russell                         | US-amerikanischer Footballspieler                                                                     | 29    |       |
| 15. Dezember | Ernst Timm                              | deutscher Politiker (SED), MdV                                                                        | 79    |       |
| 15. Dezember | Doc Wheeler                             | US-amerikanischer Jazzmusiker (Posaune, Gesang) und Bandleader                                        | 95    |       |
| 16. Dezember | Adolf Adam                              | römisch-katholischer Geistlicher                                                                      | 93    |       |
| 16. Dezember | Hans Affentranger                       | Schweizer Rennfahrer                                                                                  | 88    |       |
| 16. Dezember | Anthony Barber, Baron Barber            | britischer Politiker, Mitglied des House of Commons                                                   | 85    |       |
| 16. Dezember | Kenneth Bulmer                          | britischer Science-Fiction-Schriftsteller                                                             | 84    |       |
| 16. Dezember | Alexander Grigorjewitsch Masur          | sowjetischer Ringer                                                                                   | 92    |       |
| 16. Dezember | Joseph Owades                           | US-amerikanischer Biochemiker, Erfinder des Diätbiers                                                 | 86    |       |
| 16. Dezember | Helmut H. Schaefer                      | deutscher Mathematiker                                                                                | 80    |       |
| 16. Dezember | John Spencer                            | US-amerikanischer Schauspieler                                                                        | 58    |       |
| 16. Dezember | Rudolf Titzck                           | deutscher Politiker (CDU), MdL                                                                        | 80    |       |
| 17. Dezember | Jack Anderson                           | US-amerikanischer Journalist                                                                          | 83    |       |
| 17. Dezember | Karl Maria Doll                         | deutscher Komponist                                                                                   | 84    |       |
| 17. Dezember | Trevor Duncan                           | englischer Komponist                                                                                  | 81    |       |
| 17. Dezember | Mustafa Ertan                           | türkischer Fußballspieler und -trainer                                                                | 79    |       |
| 17. Dezember | Jacques Fouroux                         | französischer Kapitän und Trainer der französischen Rugby-Union-Nationalmannschaft                    | 58    |       |
| 17. Dezember | Agnès Guillemot                         | französische Filmeditorin                                                                             | 74    |       |
| 17. Dezember | Erich Hoffmann                          | deutscher Historiker                                                                                  | 79    |       |
| 17. Dezember | Gerhard Lojen                           | österreichischer Architekt, Maler und Pädagoge                                                        | 69    |       |
| 17. Dezember | Emil Ratzenhofer                        | österreichischer Eiskunstläufer                                                                       | 91    |       |
| 17. Dezember | Sverre Stenersen                        | norwegischer Skisportler                                                                              | 79    |       |
| 18. Dezember | Belita                                  | britische Eiskunstläuferin, Tänzerin und Schauspielerin                                               | 82    |       |
| 18. Dezember | Doug Dye                                | neuseeländischer Mikrobiologe                                                                         | 84    |       |
| 18. Dezember | Doris Fisher, Baroness Fisher of Rednal | britische Politikerin (Labour Party), Mitglied des House of Commons                                   | 86    |       |
| 18. Dezember | Claus-Henning Hanf                      | deutscher Agrarökonom                                                                                 |       |       |
| 18. Dezember | Emil Lux                                | deutscher Unternehmer                                                                                 | 87    |       |
| 18. Dezember | Helga Marold                            | deutsche Schauspielerin, Rundfunksprecherin und Autorin                                               | 89    |       |
| 18. Dezember | Eduard Moissejewitsch Schafranski       | russischer Gitarrist und Komponist                                                                    | 68    |       |
| 18. Dezember | Dmitri Jewgenjewitsch Ochozimski        | russischer Physiker, Mathematiker und Hochschullehrer                                                 | 84    |       |
| 18. Dezember | Rainer Scheithauer                      | deutscher Regelungstechniker und Professor für Nachrichtentechnik                                     | 52    |       |
| 18. Dezember | Daniel Timmons                          | Autor und Tolkien-Experte                                                                             | 44    |       |
| 18. Dezember | Peter Tupy                              | tschechisch-britischer Kameramann, Animator und Spezialeffektkünstler                                 | 59    |       |
| 19. Dezember | Hans Barwitzius                         | österreichischer Bürgermeister                                                                        | 91    |       |
| 19. Dezember | Albert Brinkmann                        | deutscher Politiker (CDU), MdL                                                                        | 89    |       |
| 19. Dezember | Leobard D’Souza                         | indischer Geistlicher, römisch-katholischer Erzbischof von Nagpur, Indien                             | 75    |       |
| 19. Dezember | Keith Duckworth                         | britischer Ingenieur                                                                                  | 72    |       |
| 19. Dezember | Fritz-Ernst Fechner                     | deutscher Schauspieler und Hörspielregisseur                                                          | 84    |       |
| 19. Dezember | Yu Fujiki                               | japanischer Schauspieler                                                                              | 74    |       |
| 19. Dezember | Vincent Gigante                         | US-amerikanischer Mafioso                                                                             | 77    |       |
| 19. Dezember | Julio Iglesias Puga                     | spanischer Gynäkologe                                                                                 | 90    |       |
| 19. Dezember | Wolfgang von Scharfenberg               | deutscher Landwirt und Tierzüchter                                                                    | 91    |       |
| 19. Dezember | Jörn-Peter Schmidt-Thomsen              | deutscher Architekt und Hochschullehrer                                                               | 69    |       |
| 20. Dezember | Joseph G. Anastasi                      | US-amerikanischer Minister für ökonomische Entwicklung in Maryland und Wahlkampfmanager               |       |       |
| 20. Dezember | Louis Biesbrouck                        | niederländischer Fußballspieler                                                                       | 84    |       |
| 20. Dezember | Raoul Bott                              | ungarisch-US-amerikanischer Mathematiker                                                              | 82    |       |
| 20. Dezember | Argentina Brunetti                      | argentinische Schauspielerin                                                                          | 98    |       |
| 20. Dezember | Steve Carbone                           | US-amerikanischer Rennfahrer und Unternehmer                                                          | 61    |       |
| 20. Dezember | Karl-Heinz Claus                        | deutscher Autor mit medizinischer Ausrichtung                                                         | 85    |       |
| 20. Dezember | Robert Forget                           | kanadischer Hochspringer                                                                              | 50    |       |
| 20. Dezember | Lavinia Gianoni                         | italienische Turnerin                                                                                 | 94    |       |
| 20. Dezember | Klaus Kessler                           | rumänischer Arzt, Schriftsteller, Übersetzer und Musikkritiker                                        | 80    |       |
| 20. Dezember | Óscar López                             | kolumbianischer Fußballspieler                                                                        | 66    |       |
| 20. Dezember | Heinz van Nouhuys                       | deutscher Verleger und Journalist                                                                     | 76    |       |
| 20. Dezember | Walter Vogel                            | deutscher Archivar                                                                                    | 96    |       |
| 21. Dezember | Erika Durban-Hofmann                    | deutsche Malerin, Grafikerin und Buchautorin                                                          |       |       |
| 21. Dezember | Johan Fjord Jensen                      | dänischer Literaturhistoriker und -kritiker                                                           | 77    |       |
| 21. Dezember | Myron Healey                            | US-amerikanischer Filmschauspieler und Drehbuchautor                                                  | 82    |       |
| 21. Dezember | Martin Herbst                           | deutscher Arzt und Pionier der Herzchirurgie                                                          | 88    |       |
| 21. Dezember | Jean Lyons                              | kanadische Pianistin und Musikpädagogin                                                               | 84    |       |
| 21. Dezember | Rudolf Pernický                         | tschechoslowakischer Fremdenlegionär                                                                  | 90    |       |
| 21. Dezember | William C. Rodgers                      | US-amerikanischer Buchhändler und Öko-Aktivist                                                        |       |       |
| 21. Dezember | Walter Schock                           | deutscher Motorsportler                                                                               | 85    |       |
| 21. Dezember | Sadko Günter Solinski                   | Schweizer Pferdetrainer, Reitlehrer und Fachautor                                                     |       |       |
| 22. Dezember | T. Cooper Evans                         | US-amerikanischer Politiker                                                                           | 81    |       |
| 22. Dezember | Aurora Miranda                          | brasilianische Sängerin und Schauspielerin                                                            | 90    |       |
| 22. Dezember | Stephen Peet                            | britischer Dokumentarfilmer                                                                           | 85    |       |
| 22. Dezember | Hermann Saam                            | deutscher Diplomat und Politiker (FDP/DVP), MdL, MdB                                                  | 95    |       |
| 23. Dezember | Lajos Baróti                            | ungarischer Fußballspieler und -trainer                                                               | 91    |       |
| 23. Dezember | Walter Carganico                        | deutscher Offizier der Bundeswehr, zuletzt Generalmajor                                               | 92    |       |
| 23. Dezember | Selma Jeanne Cohen                      | US-amerikanische Tanzhistorikerin                                                                     | 85    |       |
| 23. Dezember | Ernst Dotzauer                          | deutscher Mathematiker und Informatiker                                                               |       |       |
| 23. Dezember | G. Blakemore Evans                      | US-amerikanischer Literaturwissenschaftler                                                            |       |       |
| 23. Dezember | Marco Guglielmi                         | italienischer Schauspieler                                                                            | 79    |       |
| 23. Dezember | Emmett Leith                            | US-amerikanischer Physiker                                                                            | 78    |       |
| 23. Dezember | Ursula Oetker                           | deutsche Unternehmerin                                                                                |       |       |
| 23. Dezember | Xenia Pörtner                           | deutsche Theater- und Filmschauspielerin                                                              | 73    |       |
| 23. Dezember | Kay Stammers                            | englische Tennisspielerin                                                                             | 91    |       |
| 23. Dezember | Norman Vaughan                          | US-amerikanischer Polarforscher und Schlittenhundeführer                                              | 100   |       |
| 23. Dezember | Yao Wenyuan                             | chinesischer Politiker                                                                                | 74    |       |
| 24. Dezember | Jack S. Annon                           | klinischer und forensischer Psychologe                                                                |       |       |
| 24. Dezember | Wolfgang Büttner                        | deutscher Historiker und Politologe                                                                   | 79    |       |
| 24. Dezember | George Gerbner                          | US-amerikanischer Kommunikationswissenschaftler und Dichter                                           | 86    |       |
| 24. Dezember | Uwe Greve                               | deutscher Politiker (CDU), MdL                                                                        | 64    |       |
| 24. Dezember | Georg Johannesen                        | norwegischer Schriftsteller und Professor für Rhetorik                                                | 74    |       |
| 24. Dezember | Constance Keene                         | US-amerikanische Pianistin und Musikpädagogin                                                         | 84    |       |
| 24. Dezember | Harold Lawton                           | britischer Frankoromanist                                                                             | 106   |       |
| 24. Dezember | Joe Madrid                              | kolumbianischer Salsa- und Jazzpianist                                                                | 60    |       |
| 24. Dezember | Jonathan Murdoch                        | britischer Soziologe                                                                                  | 51    |       |
| 24. Dezember | Walter Roelcke                          | deutscher Mathematiker                                                                                | 77    |       |
| 24. Dezember | Hans Rose                               | deutscher Politiker (CDU), MdL                                                                        | 84    |       |
| 24. Dezember | Michael Vale                            | US-amerikanischer Filmschauspieler                                                                    | 83    |       |
| 25. Dezember | Felice Andreasi                         | italienischer Schauspieler                                                                            | 77    |       |
| 25. Dezember | Mikuláš Athanasov                       | tschechoslowakischer Ringer                                                                           | 75    |       |
| 25. Dezember | Derek Bailey                            | britischer Gitarrist und Improvisationsmusiker                                                        | 75    |       |
| 25. Dezember | Charles Engell France                   | US-amerikanischer Choreograf                                                                          |       |       |
| 25. Dezember | Leopold Goëss                           | österreichischer Politiker, Mitglied des Bundesrates                                                  | 89    |       |
| 25. Dezember | Reinhard Häußler                        | deutscher Altphilologe                                                                                | 78    |       |
| 25. Dezember | Birgit Nilsson                          | schwedische Opernsängerin (Sopran)                                                                    | 87    |       |
| 25. Dezember | Fred Rößner                             | österreichischer Sportler, Trainer und Sportpionier                                                   | 94    |       |
| 25. Dezember | Charles Socarides                       | US-amerikanischer Psychoanalytiker                                                                    | 83    |       |
| 25. Dezember | Roy Stuart                              | US-amerikanischer Schauspieler                                                                        | 78    |       |
| 26. Dezember | Julian Blake                            | US-amerikanischer Zeichner und Comic Strip-Künstler                                                   |       |       |
| 26. Dezember | Karl von Brentano-Hommeyer              | deutscher Politiker (BP, FDP), MdL                                                                    | 92    |       |
| 26. Dezember | Bill De Arango                          | US-amerikanischer Jazzgitarrist                                                                       | 84    |       |
| 26. Dezember | John Diebold                            | US-amerikanischer Computervisionär und Unternehmer                                                    | 79    |       |
| 26. Dezember | A. John Graham                          | britischer Althistoriker                                                                              | 75    |       |
| 26. Dezember | Hermann Helms                           | deutscher Reeder                                                                                      | 77    |       |
| 26. Dezember | John H. Herz                            | deutsch-US-amerikanischer Politikwissenschaftler                                                      | 97    |       |
| 26. Dezember | John Peter Moore                        | britischer Marineoffizier, Sekretär Salvador Dalis                                                    | 86    |       |
| 26. Dezember | Kerry Packer                            | australischer Medienunternehmer                                                                       | 68    |       |
| 26. Dezember | Vincent Schiavelli                      | US-amerikanischer Schauspieler                                                                        | 57    |       |
| 26. Dezember | Erich Topp                              | deutscher Marineoffizier                                                                              | 91    |       |
| 26. Dezember | Harald Voigt                            | deutscher Publizist, Chronist der Insel Sylt und Oberstudienrat                                       | 77    |       |
| 26. Dezember | Karl Zuegg                              | italienischer Unternehmer                                                                             | 91    |       |
| 27. Dezember | Hartmut Enke                            | deutscher Musiker und Bassist der Gruppe Ash Ra Tempel                                                | 53    |       |
| 27. Dezember | Mara Jakisch                            | deutscher Politiker (PDS), MdL                                                                        | 100   |       |
| 27. Dezember | Dietmar Jung                            | deutscher Politiker (PDS), MdL                                                                        | 48    |       |
| 27. Dezember | Herbert Kautz                           | österreichischer Politiker (SPÖ), Landtagsabgeordneter                                                | 60    |       |
| 27. Dezember | Abraham S. Luchins                      | US-amerikanischer Gestaltpsychologe                                                                   | 91    |       |
| 27. Dezember | Hans-Jochen Vogel                       | deutscher Friedensaktivist und Pfarrer                                                                | 62    |       |
| 27. Dezember | Wakasa Tokuji                           | japanischer Industrieller                                                                             |       |       |
| 28. Dezember | Patrick Cranshaw                        | US-amerikanischer Schauspieler                                                                        | 86    |       |
| 28. Dezember | Richard De Angelis                      | US-amerikanischer Schauspieler                                                                        |       |       |
| 28. Dezember | Matt Devlin                             | nordirisches IRA-Mitglied, Hungerstreikender                                                          | 55    |       |
| 28. Dezember | Ted Ditchburn                           | britischer Fußballtorwart                                                                             | 84    |       |
| 28. Dezember | Frank-Joachim Herrmann                  | deutscher Journalist und SED-Funktionär                                                               | 74    |       |
| 28. Dezember | Joan Hernández Pijuan                   | katalanischer Künstler                                                                                | 74    |       |
| 28. Dezember | Harold Ruttenberg                       | US-amerikanischer Unternehmer                                                                         |       |       |
| 28. Dezember | Dieter Sauberzweig                      | deutscher Politiker (SPD) und Kulturwissenschaftler                                                   | 80    |       |
| 29. Dezember | August Bender                           | deutscher SS-Sturmbannführer und Lagerarzt im KZ Buchenwald                                           | 96    |       |
| 29. Dezember | Walter Benner                           | deutscher Glasmaler                                                                                   | 93    |       |
| 29. Dezember | Gerda Boyesen                           | norwegische Begründerin der Biodynamischen Psychologie                                                | 83    |       |
| 29. Dezember | Walter Drews                            | deutscher Politiker (CDU), MdHB                                                                       | 88    |       |
| 29. Dezember | Jan Jirucha                             | tschechischer Posaunist und Jazzsänger                                                                | 60    |       |
| 29. Dezember | Elizabeth Parcells                      | US-amerikanische Opernsängerin (Sopran)                                                               | 54    |       |
| 29. Dezember | Mohamed Noordin Sopiee                  | malaysischer Unternehmer                                                                              | 61    |       |
| 29. Dezember | Jörg Schlick                            | österreichischer Konzeptkünstler, Autor, Maler, Kurator und Musiker                                   | 54    |       |
| 29. Dezember | Walter Verheyen                         | belgischer Mammaloge                                                                                  | 73    |       |
| 30. Dezember | Jimmy Adams                             | englischer Fußballspieler                                                                             | 68    |       |
| 30. Dezember | Renato Andrade                          | brasilianischer Gitarrist                                                                             | 73    |       |
| 30. Dezember | Eddie Barlow                            | südafrikanischer Cricketspieler                                                                       | 65    |       |
| 30. Dezember | Candy Barr                              | US-amerikanische Burlesque-Tänzerin, Stripperin und Nacktmodell                                       | 70    |       |
| 30. Dezember | Kurt Blum                               | Schweizer Fotograf und Dokumentarfilmer                                                               | 83    |       |
| 30. Dezember | Tory Dent                               | US-amerikanische Dichterin, Schriftstellerin und Kunstkritikerin                                      | 47    |       |
| 30. Dezember | El Indio Naborí                         | kubanischer Dichter, Journalist und Sänger                                                            | 83    |       |
| 30. Dezember | Rona Jaffe                              | US-amerikanische Schriftstellerin                                                                     | 73    |       |
| 30. Dezember | Wolfgang Schiering                      | deutscher Klassischer Archäologe                                                                      | 79    |       |
| 31. Dezember | Sanora Babb                             | US-amerikanische Autorin, Journalistin und Poetin                                                     | 98    |       |
| 31. Dezember | Raban von Canstein                      | deutscher General                                                                                     | 99    |       |
| 31. Dezember | Rudolf Hellmann                         | deutscher Sportfunktionär                                                                             | 79    |       |
| 31. Dezember | Osuitok Ipeelee                         | kanadischer Inuit-Künstler                                                                            | 82    |       |
| 31. Dezember | Fee Malten                              | deutsche Schauspielerin                                                                               | 94    |       |
| 31. Dezember | Lothar Pacholski                        | deutscher Fußballspieler in der DDR                                                                   | 67    |       |
| 31. Dezember | Erica Reiner                            | ungarisch-US-amerikanische Altorientalistin                                                           | 81    |       |
| 31. Dezember | Claude Sylvain                          | französische Schauspielerin und Sängerin                                                              | 75    |       |
| 31. Dezember | Phillip Whitehead                       | britischer Politiker (Labour), Mitglied des House of Commons, MdEP                                    | 68    |       |
| Dezember     | Kurt Fritzsche                          | deutscher Fußballspieler und -trainer                                                                 |       |       |
| Dezember     | William R. Hutchison                    | US-amerikanischer Kirchenhistoriker                                                                   | 75    |       |
| Dezember     | Uta Koppel                              | deutsche Schriftstellerin                                                                             | 69    |       |
| Dezember     | Peter Loos                              | österreichischer Journalist und Regisseur                                                             |       |       |